# (12704) Туполев
(12704) Туполев (лат. Tupolev) — типичный астероид главного пояса, открыт 24 сентября 1990 года советскими астрономами Людмилой Журавлёвой и Галиной Кастель в Крымской астрофизической обсерватории и 9 марта 2001 года назван в честь советского учёного и авиаконструктора Андрея Туполева.

## Обнаружение и именование
(12704) Туполев
Открыт 24 сентября 1990 года в Крымской астрофизической обсерватории Л. В. Журавлёвой и Г. Р. Кастель.
Андрей Николаевич Туполев (1888—1972) известен во всем мире как авиаконструктор. Под его руководством было создано более 100 типов самолетов, в том числе первый пассажирский реактивный самолёт Ту-104. Среди многих заметных достижений его самолётов был перелёт из Москвы через Северный полюс в США в 1937 году.
Оригинальный текст (англ.)12704 Tupolev
Discovered 1990 Sept. 24 by L. V. Zhuravleva and G. R. Kastel' at the Crimean Astrophysical Observatory.
Andrej Nikolaevich Tupolev (1888—1972) is known worldwide as an airplane designer. More than 100 types of airplanes were created under his guidance, including the first passenger jet aircraft Tu-104. Among the many notable accomplishments of his airplanes was the flight from Moscow over the North Pole to the U.S.A. in 1937.
Источники: 20010309/MPCPages.arc; M.P.C. 42361.

## Орбита

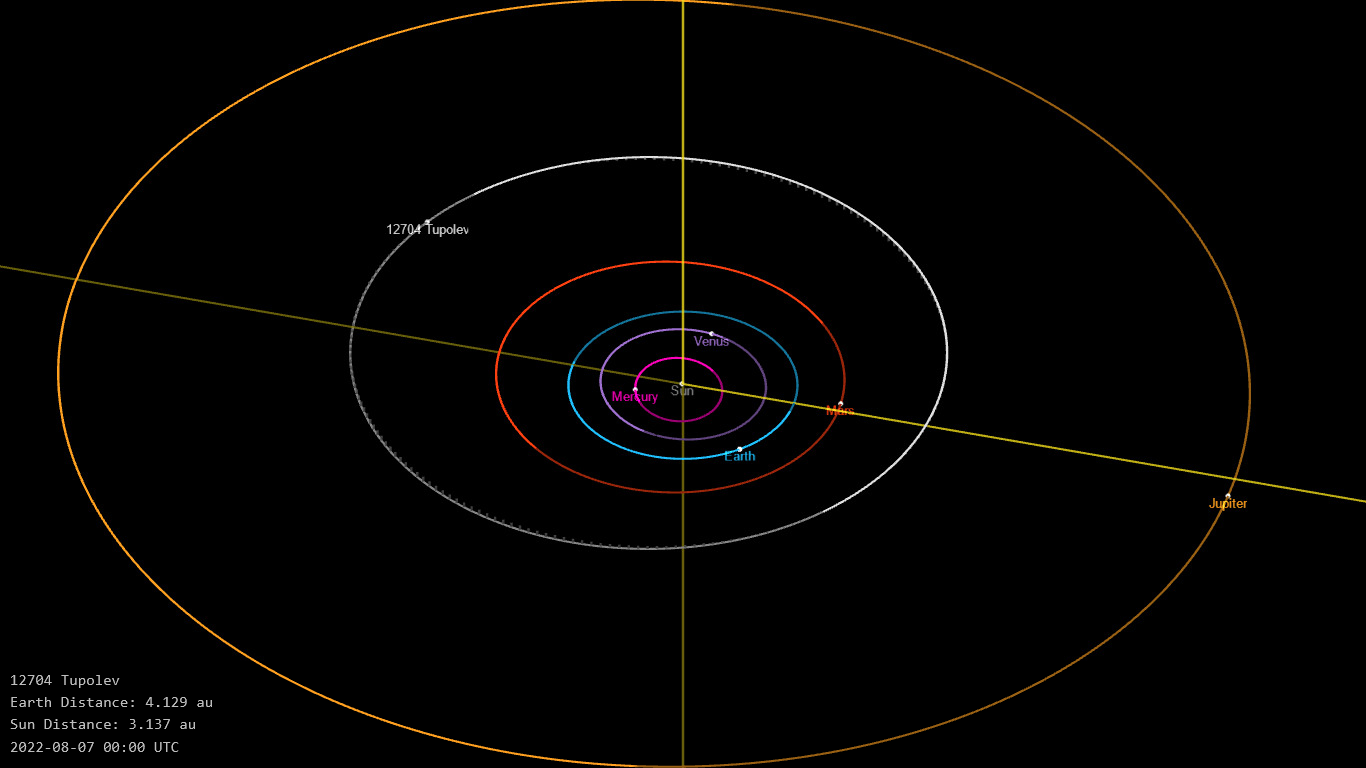
Орбита астероида Туполев и его положение в Солнечной системе

## Физические характеристики
Астероид относится к таксономическому классу C.
По результатам наблюдений в видимом и ближнем инфракрасном диапазоне космического телескопа NEOWISE диаметр астероида оценивался равным 5,968±0,222 км и 9,17±2,67 км. Согласно тем же источникам альбедо оценивается как 0,2164±0,0229, 0,07±0,21 и 0,216±0,023.